# Тот самый
«Тот самый» (англ. Him) — будущий американский фильм ужасов, снятый режиссёром Джастином Типпингом и спродюсированный Джорданом Пилом. Главные роли исполнили Марлон Уэйанс, Тирик Уизерс, Джулия Фокс и Тим Хайдекер.
Фильм был снят компанией Monkeypaw Productions и будет выпущен в прокат кинокомпанией Universal Pictures 19 сентября 2025 года.

## Сюжет
Очень перспективный и амбициозный молодой игрок в американский футбол по имени Бенни получает приглашение на тренировку на изолированной базе бывшего профессионального квотербека Коннора Дейна. Однако вскоре общение Бенни с Коннором становится всё более опасным, так как последний решает взять Бенни с собой в леденящее кровь путешествие в святую святых славы, власти и стремления  к совершенству любой ценой.

## В ролях
| Актёр         | Роль        |
| ------------- | ----------- |
| Марлон Уэйанс | Коннор Дейн |
| Тирик Уизерс  | Бенни Матис |
| Джулия Фокс   | TBA         |
| Тим Хайдекер  | TBA         |
| Джим Джеффрис | TBA         |
| Аким Хейс     | TBA         |
| Тиера Вок     | TBA         |

## Производство

### Разработка
Черновой вариант сценария бал написан Заком Акерсом и Скипом Бронки, а в июне 2022 года компания Monkeypaw Productions начала разработку полноценного полнометражного фильма под рабочим названием «Коза». Тогда же Акерс и Бронки написали полноценный сценарий фильма, в то время как права на дистрибуцию картины получила кинокомпания Universal Pictures.
В конце 2022 года сценарий «Козы» был внесён в Чёрный список лучших сценариев, которые пока что не сняты.
В мае 2024 года фильм был переименован в «Ему», а в ноябре 2024 года съёмки были официально завершены.

### Кастинг
В январе 2024 года было объявлено, что Джастин Типпинг выступит режиссёром фильма, в то время как главную роль исполнит актёр Марлон Уэйанс. Чуть позже на вторую главную роль был утверждён Тирик Уизерс. В феврале того же года к актёрскому касту присоединилась Джулия Фокс.

### Музыка
В апреле 2025 года стало официально известно, что музыку к фильму написал композитор Бобби Крлич.

## Релиз
«Тот самый» будет выпущен в кинопрокат в США кинокомпанией Universal Pictures 19 сентября 2025 года.